# Li-Fi
Li-Fi (ang. light-fidelity) je pristop brezžičnega prenosa podatkov, ki namesto radijskih valov standardne Wi-Fi povezave uporablja svetlobno valovanje, in sicer s posebnimi svetili LED, vgrajenimi v mikročipe.

## Zgodovina
Izumitelj tehnologije Li-Fi (1997) je Harald Haas, profesor mobilnih komunikacij na Univerzi v Edinburgu.
Leta 2008 se je začel projekt pod imenom D-Light (Data Light) s ciljem, da se doseže hitrost prenosa podatkov do 100 Mb/s na razdaliji od 1 do 4 metrov. Ta projekt je bil uspešno zaključen leta 2011 (dosežena hitrost: do 130Mb/s).

### Projekt D-Light
Potem ko je bazični raziskovalni projekt D-Light na Univerzi v Edinburgu potekal med letoma 2010 in 2012 je Haas pomagal ustanoviti podjetje PureLiFi za komercializacijo. Naslednje leto je predstavil prvi praktični prikaz. Na 10 metrov so lahko leta 2014 pošiljali podatke s hitrostjo 1,1 Gb/s, trenutni rekord (v laboratorijskih razmerah) je okrog 230 Gb/s. Leta 2014 so na sejmu CES predstavili prvi pametni telefon, ki je bil sposoben sprejemati signale Li-Fi.

## Delovanje
Delovanje Li-Fi je zelo preprosto, saj potrebuje le svetlobo. Pri tem se najpogosteje uporabljajo žarnice, ki oddajajo belo svetlobo, vendar je mogoče uporabiti tudi LED žarnice v osnovnih barvah (rdeča, modra in zelena) in na takšen način dobimo trojno hitrost prenosa iz ene žarnice. Za Li-Fi potrebujemo vir svetlobe, ki je zmožen hitrega proženja pulzov. Klasične žarnice niso primerne, ker jih hitro prižiganje in ugašanje uničuje. Prav tako za visoke hitrosti niso primerna svetila s fosfornim premazom, ker imajo preveliko vztrajnost. Hitrost Li-Fi signala je odvisna od vrste svetlobnega vira, ki se uporablja za prenos podatkov. Pomembno je vedeti tudi, da velikost žarnice vpliva na hitrost (manjša žarnica-manjša hitrost; večja žarnica-večja hitrost). Najboljši rezultat se doseže kadar se za izvor svetlobe uporablja laserska LED dioda.

## Razlika med tehnologijo Li-Fi in Wi-Fi
Med Li-Fi in Wi-Fi ne obstajajo velike razlike. Glavna razlika je v tem, da se prenos namesto iz valovanja radijskega spektra pri Li-Fi izvaja valovanje iz spektra vidne svetlobe. Ena vrsta elektromagnetnega sevanja se nadomesti z drugo. Velika prednost svetlobe pred radijskimi valovi je, da se njen obseg širi za celo 10000 krat. To je razlog zakaj tehnologija Li-Fi dosega mnogo večjo hitrost od tehnologije, zasnovane na radijskih valovih (Wi-Fi).
Pomembno je, da za razliko od tehnologije Wi-Fi pri Li-Fi ni prisoten pojav elektromagnetnih motenj, ki omejujejo uporabo radijske opreme. Vemo da, je prepovedana uporaba naprav, ki oddajajo radijske valove v notranjosti letala, v bližini občutljive medicinske opreme, v jedrskih elektrarnah in podobno. To je prav gotovo dobrodošla rešitev v takšnih okoliščinah.
Ena od vizij uporabe tehnologije Li-Fi govori o tem, da bi avtomobili med vožnjo preko Li-Fi medsebojno komunicirali o razmerah na cestah, in na tak način zagotavljali večjo varnost v prometu. Zanimiva pa je tudi ideja zamenjave klasične ulične razsvetljave z Li-Fi žarnicami, katere bi teoretično lahko vsako ulično svetilko spremenile v hitro dostopno točko (Hotspot). To bi pomenilo, da bi celo mesto spremenili v ogromno mrežo z velikimi hitrostmi prenosa informacij.